# Imposta patrimoniale della Repubblica di San Marino
L'imposta patrimoniale speciale è una entrata tributaria della Repubblica di San Marino introdotta nell'ordinamento dall’articolo 48 della Legge 21 dicembre 2017 n. 147
Il tributo incide su tre topologie di patrimonio dei soggetti residenti nella repubblica di San Marino.
1. BENI IMMOBILI (Capo I, articoli 1 - 10)
Questa è dovuta, sulla base delle risultanze catastali al 31 dicembre 2017, dai titolari del diritto di proprietà o di diritto reale di godimento sul bene immobile. 
Nel caso di contratto di locazione finanziaria immobiliare, l’imposta è dovuta dal soggetto che, al 31 dicembre 2017, risultava l’utilizzatore del bene. L’imposta non si applica sui beni immobili di proprietà della Eccellentissima Camera e degli Enti del settore pubblico allargato e sui beni destinati ad esercizio pubblico dei culti ed iscritti alla categoria E1.
In questo senso la legge discerne tra Fabbricati e Terreni, prevedendo diverse aliquote in base alla categoria del bene tassato nonché svariati casi di riduzioni e/o esclusioni dal pagamento dell'imposta.
ALIQUOTA: Ai fini del calcolo della determinazione dell’imposta relativa ai fabbricati, l’ammontare della quota fissa e della quota variabile, pari ad una percentuale del valore della rendita catastale, entrambe distinte per categoria e classe del fabbricato, sono riportate nella tabella facente parte integrante del testo di legge.
2. IMPOSTA STRAORDINARIA SULLE ATTIVITÀ FINANZIARIE OVUNQUE DETENUTE (Capo II, articolo 11)
Soggetti passivi sono tutti i titolari di 
- Strumenti finanziari di cui all’allegato 2 alla Legge 17 novembre 2005 n. 165
- Polizze di assicurazione sulla vita e di capitalizzazione
- Metalli preziosi allo stato grezzo o monetario
- Depositi in conto corrente e depositi a risparmio

La norma sottolinea come l'imposta sia dovuta sia per le attività finanziarie detenute direttamente dai soggetti sopraelencati sia per le attività finanziarie detenute per il tramite di una società fiduciaria o per interposta persona. 
ALIQUOTA: 0,5%
3. IMPOSTA STRAORDINARIA SUL PATRIMONIO NETTO DELLE SOCIETÀ (Capo III, articolo 12)
Il patrimonio netto rilevante ai fini dell’applicazione di questa imposta è quello indicato all’articolo 77 della Legge 23 febbraio 2006 n. 47, diminuito dell’utile d’esercizio. Pertanto l'imposta è applicata anche, con le medesime aliquote, sul valore di bilancio delle passività emesse anche sotto forma di obbligazioni o di altri titoli similari, a condizione e nella misura in cui Banca Centrale ne ha consentito la computabilità tra le componenti del patrimonio di vigilanza.
ALIQUOTA: 0,4%